# Seznam provinciálů české provincie salesiánů

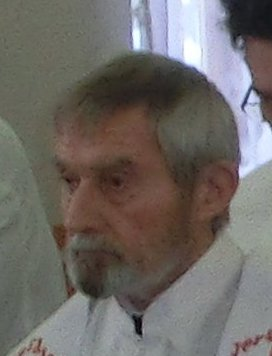
P. Benno Beneš
(provinciál v letech 1993–1999)

Seznam provinciálů české provincie salesiánů, institutu zasvěceného života římskokatolické církve, který v roce 1927 do Čech a na Moravu přivedli Ignác Stuchlý a Štěpán Trochta.
- 1935–1948 Ignác Stuchlý – 1. provinciál
- 1948–1969 Antonín Dvořák, vězněn 1952–1965
- 1952–1965 Karel Tinka, pověřený inspektor v době věznění A. Dvořáka [2]
- 1969–1981 František Míša[3]
- 1981–1993 Ladislav Vik[4]
- 1993–1999 Benno Beneš[5]
- 1999–2005 Jan Komárek[6]
- 2005–2010 František Blaha[7]
- 2010–2020 Petr Vaculík[8]
- od 2020 Martin Hobza[9]